# Referèndum grec de 1946
L'1 de setembre de 1946 es va celebrar a Grècia un referèndum sobre el manteniment de la monarquia. La proposta va ser aprovada pel 68,4% dels votants amb una participació del 88,6%.